# Ferme d'Essigny-le-Grand
La ferme d'Essigny-le-Grand est une ferme située à Essigny-le-Grand, en France.

## Localisation
La ferme est située au 21 rue de Castres sur la commune  d'Essigny-le-Grand, dans le département de l'Aisne.

## Historique
Le monument est inscrit au titre des monuments historiques en 2004.

## Galerie

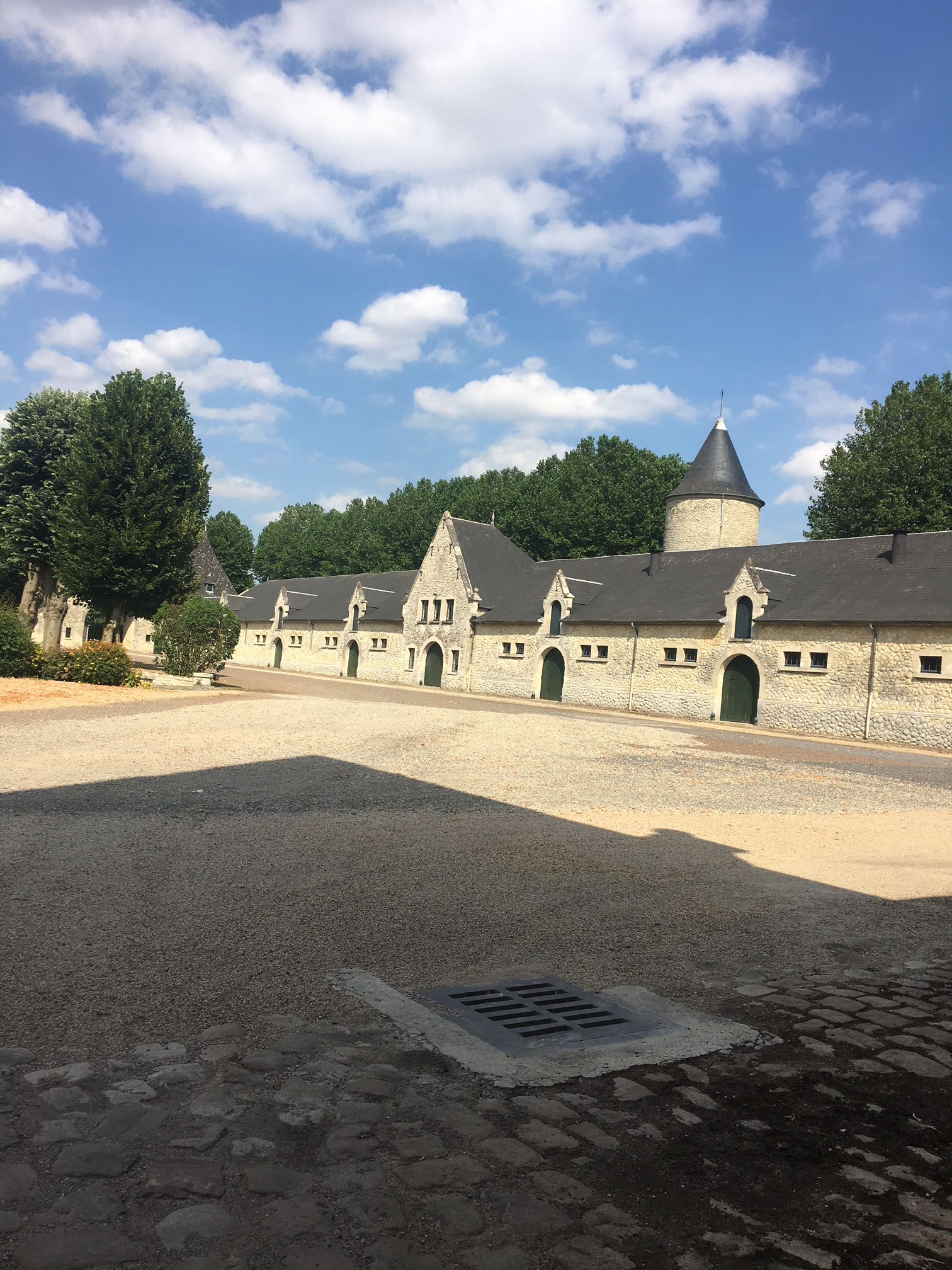
Aile droite de l'intérieur de la cour de la ferme d'Essigny-le-Grand
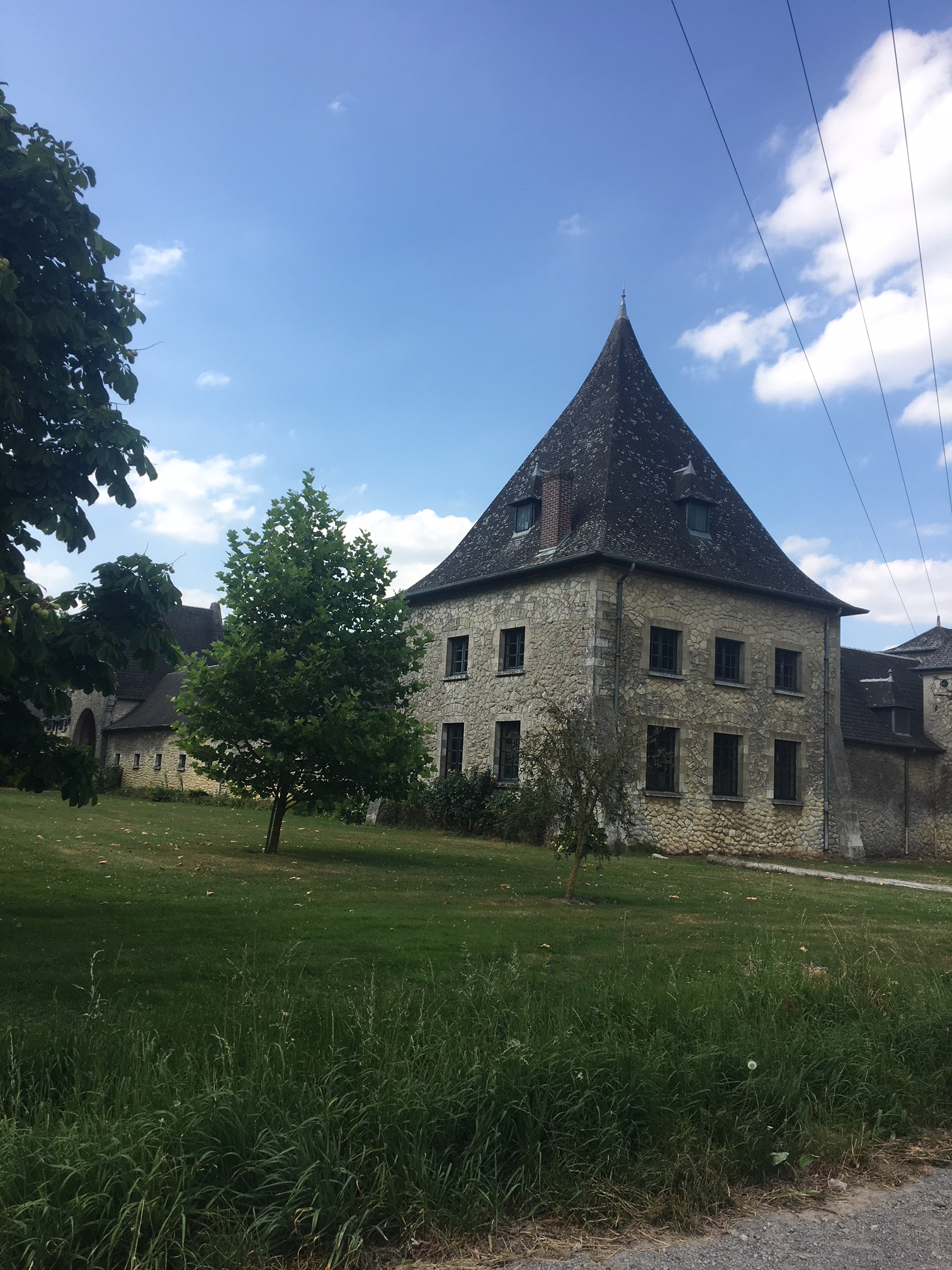
Aile droite extérieure
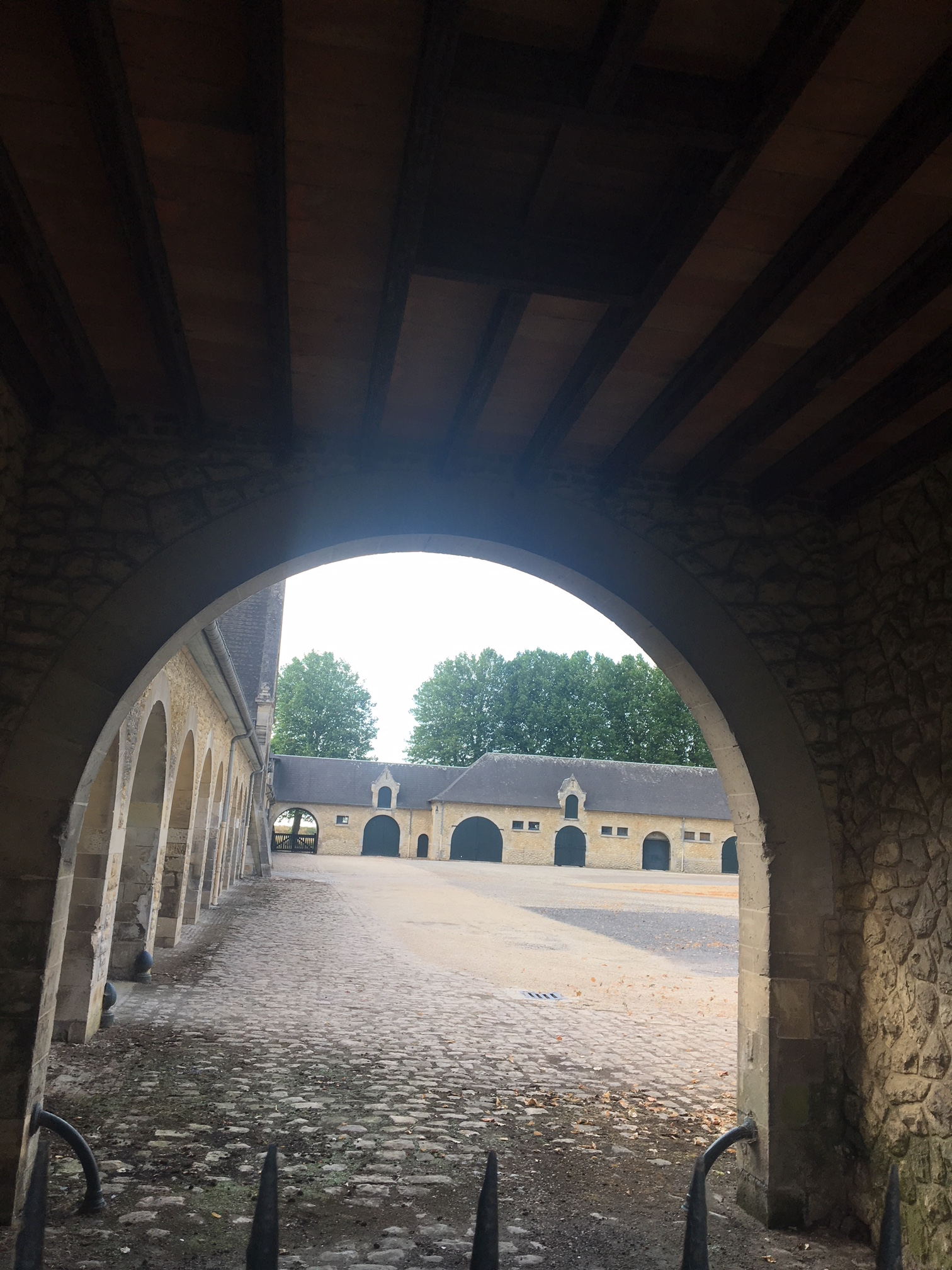
Porte latérale droite
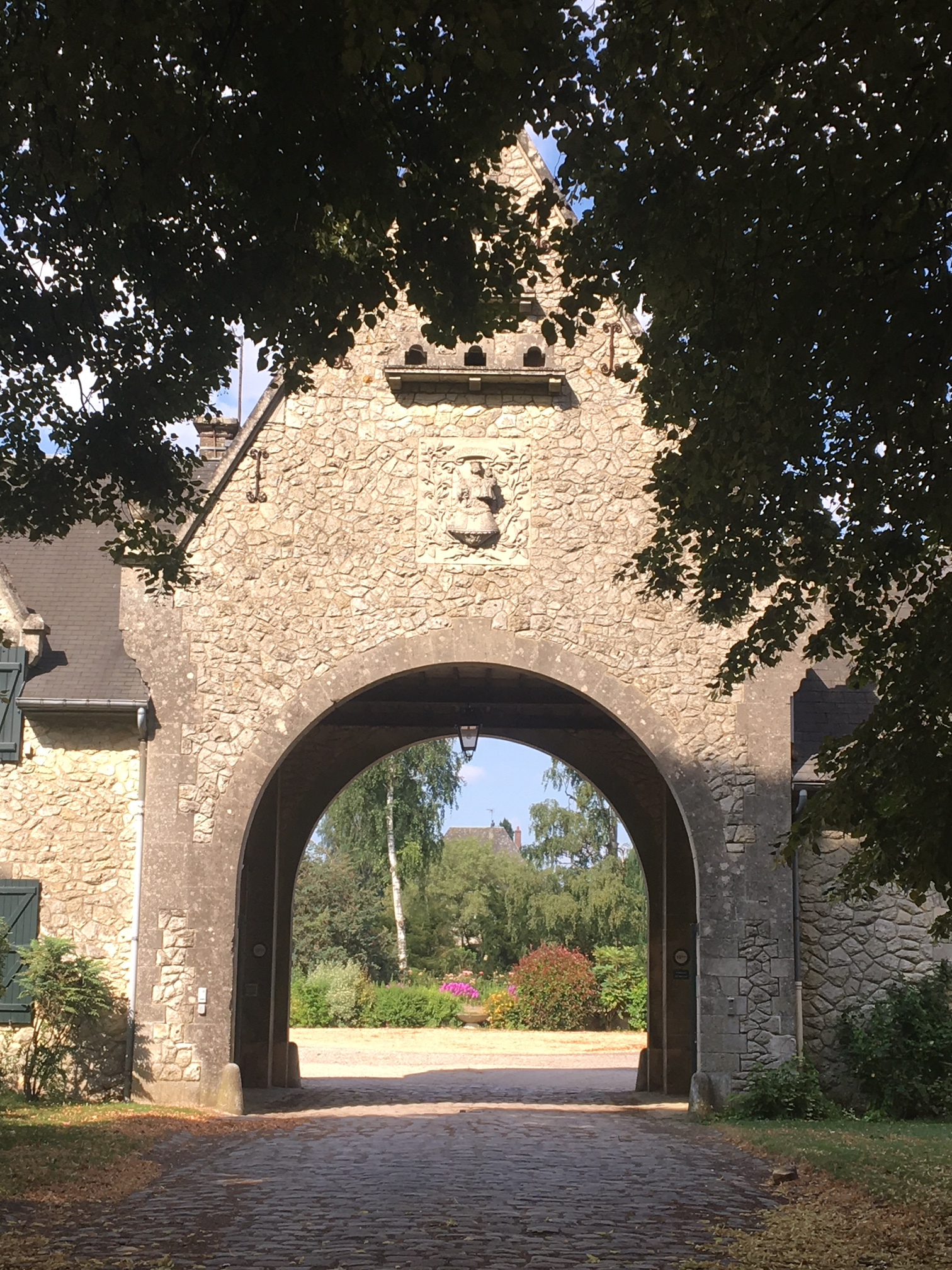
Porte d'entrée
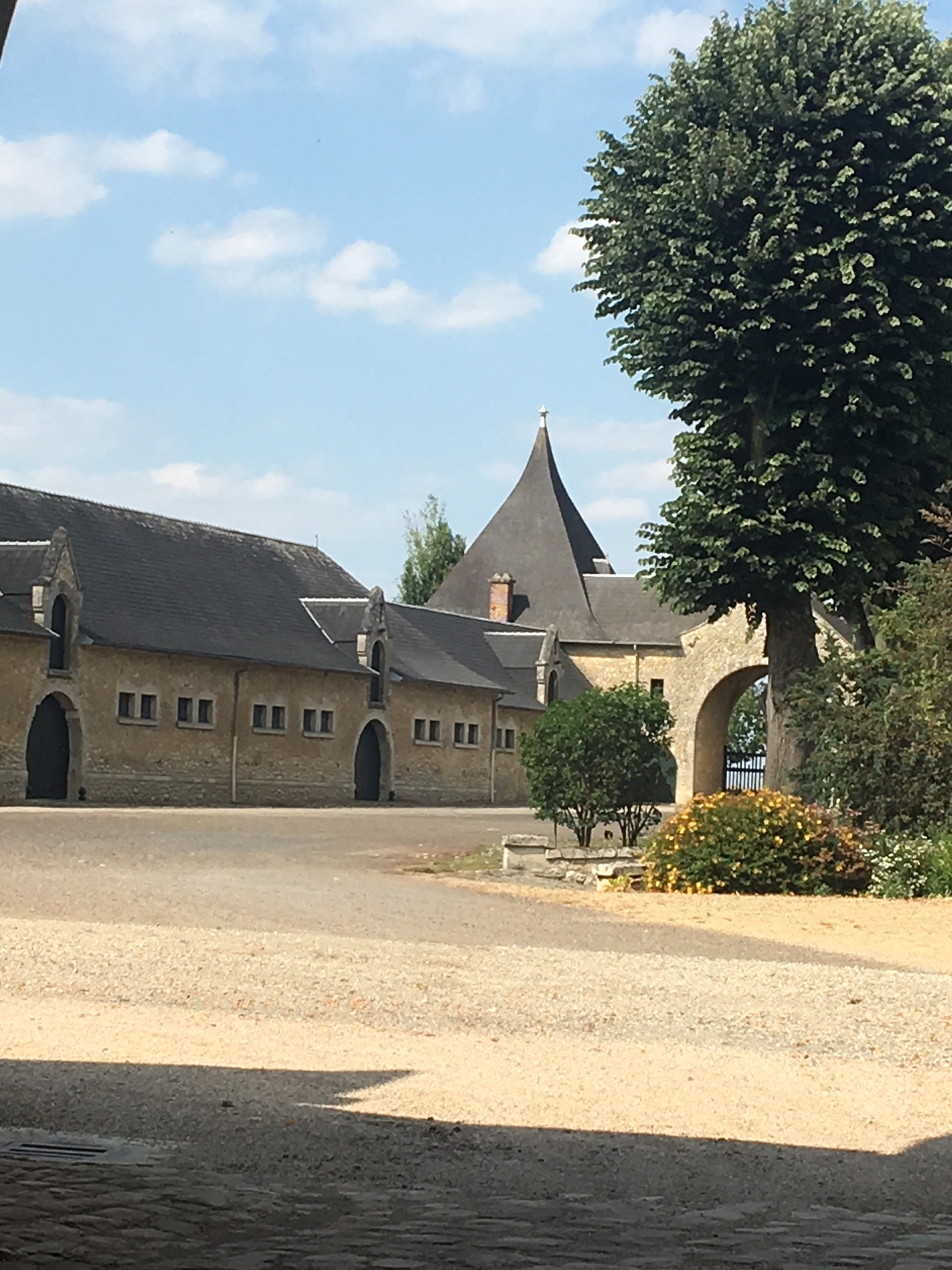
Intérieur de cour de la ferme d'Essigny-le-Grand